# Eva Voraberger
Eva Voraberger (* 7. Feber 1990 in Graz) ist eine ehemalige österreichische Profiboxerin. 2014 wurde sie Österreichs erste Boxweltmeisterin.

## Karriere
Eva Voraberger begann ihre Karriere beim Fight Club Graz unter Trainer Thomas Hengstberger und wechselte später zum Wiener Boxteam Vienna. Ihr Trainer wurde Peter Pospichal. Seit 2020 wird sie vom österreichischen Nationaltrainer Daniel Nader im Wiener Boxclub Bounce trainiert.
Ihr Profidebüt bestritt sie am 20. Juli 2008 in Karlsruhe. Nach 17 Kämpfen mit 15 Siegen, gewann sie am 4. Mai 2013 die WIBF-Europameisterschaft im Fliegengewicht gegen die Bulgarin Polina Pentschewa, verlor aber den Titel in der ersten Verteidigung an die Deutsche Raja Amasheh. Den Titel gewann sie im Dezember 2013 gegen die Serbin Dendi Fleis zurück und wurde zusätzlich Intercontinental-Champion.
Am 21. Juni 2014 besiegte sie die Thailänderin Sriwilai Marasri einstimmig nach Punkten und gewann damit die Weltmeistertitel der WIBF und WBF im Superfliegengewicht, womit sie die erste österreichische Boxweltmeisterin wurde. Im November 2014 glückte ihr eine Titelverteidigung gegen die Ungarin Renata Domsodi. Bei einem Titel-Vereinigungskampf im Mai 2015 verlor Voraberger knapp nach Punkten gegen die unbesiegte serbische GBU-Titelträgerin Nina Radovanović.
Am 26. September 2015 gewann sie vorzeitig gegen die Thailänderin Teeraporn Pannimit und wurde dadurch Weltmeisterin der Verbände GBU, IBO und WIBF im Superfliegengewicht. Diese Titel verlor sie zwar im April 2016 durch knappe Punktniederlage an die Mexikanerin Esmeralda Moreno, gewann sie jedoch am 22. Oktober 2016 gegen die US-Amerikanerin Eileen Olszewski zurück. Im Juli 2017 besiegte sie die ungeschlagene Ungarin Alexandra Lakatos beim Kampf um den WBC-Silver-Titel.
Am 7. April 2018 gewann sie die Interimsweltmeisterschaft der WBC im Bantamgewicht durch einen knappen Punktesieg gegen Nina Radovanović, gegen die sie 2015 noch verloren hatte. Damit wurde sie die erste Boxsportlerin Österreichs, die gleichzeitig Meisterin zweier Gewichtsklassen ist. Auch keinem männlichen Boxsportler aus Österreich gelang dies zuvor.
Am 20. Oktober 2018 verteidigte sie den Titel einstimmig gegen die Kolumbianerin Luna del Mar Torroba. Im Dezember 2018 wurde bekanntgegeben, dass Voraberger am 18. Jänner 2019 im Madison Square Garden von New York City um den vakanten WBO-Weltmeistertitel im Superfliegengewicht boxen wird. Diesen Kampf verlor sie jedoch gegen Amanda Serrano aus Puerto Rico durch Knockout in der ersten Runde.
Am 19. Oktober 2019 verlor sie gegen die Argentinierin Vanesa Taborda und im Mai 2022 gegen die Türkin Seren Çetin.
Im Mai 2023 gab sie ihr Karriereende im aktiven Boxsport bekannt.
2024 trat sie im Rahmen einer Kampagne der rechtspopulistischen FPÖ auf.